# امامزادة بوير (شلال ودشتغل)
امامزادة بوير (بالفارسية: امام‌زاده بویر) هي منطقة سكنية تقع في إيران في قسم شلال ودشتغل الريفي. يقدر عدد سكانها بـ 102 نسمة .